# Crosscurrent
Pour plus de détails, voir Fiche technique et Distribution.
Crosscurrent (长江图, Chang jiang tu) est un film dramatique chinois écrit et réalisé par Yang Chao sorti en 2016.

## Distribution
- Qin Hao : Gao Chun
- Xin Zhilei : An Lu
- Wu Lipeng : Wu Sheng
- Jiang Hualin : Zhong Xiang
- Tan Kai : Luo Ding
- Wang Hongwei : Hongwei